# Michael Osvald z Thun-Hohensteinu
Michael Osvald hrabě z Thun-Hohensteinu (německy Michael Oswald Graf von Thun und Hohenstein, 13. října 1631 – 30. ledna 1694 Praha) byl český šlechtic z rodu Thun-Hohensteinů. Zastával zemské úřady ve správě Českého království, především proslul jako jeden z nejaktivnějších aristokratických stavebníků druhé poloviny 17. století a pro své záměry angažoval významné architekty (Carlo Lurago, Francesco Caratti, Jean-Baptiste Mathey). Nechal postavit Toskánský palác v Praze, zámecké a sakrální stavby vznikly z jeho podnětu také na venkovských statcích v různých částech Čech (Klášterec nad Ohří, Žehušice, Ledeč nad Sázavou).

## Mládí a kariéra

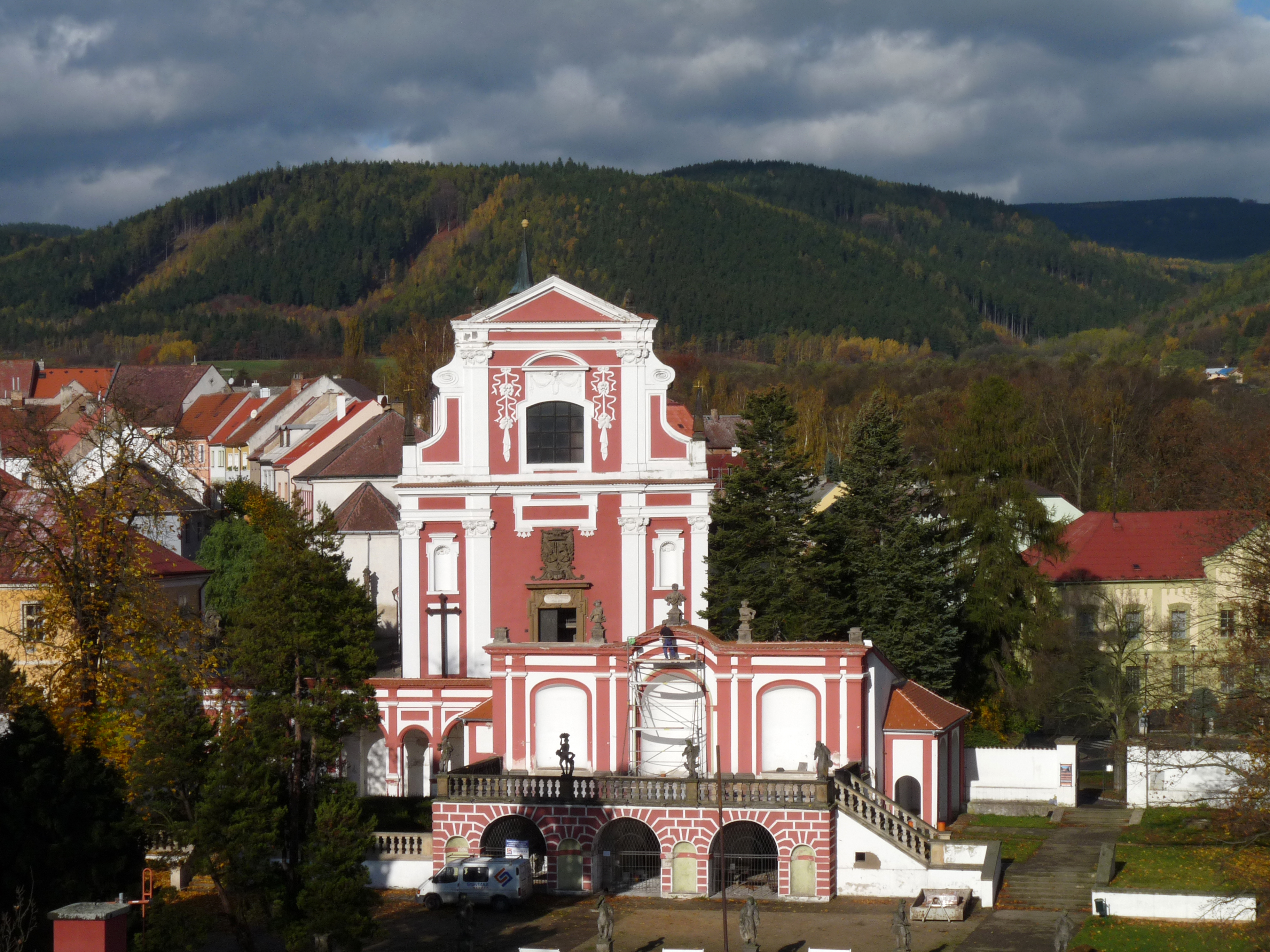
Kostel Nejsvětější Trojice a sala terrena v Klášterci nad Ohří

Narodil se jako syn Jana Zikmunda z Thun-Hohensteinu (1594–1646) a jeho druhé manželky Anny Markéty z Wolkenstein-Trostburgu (cca 1600–1635). Pocházel z velmi početné rodiny, měl 18 sourozenců, řada z nich ale zemřela v dětství. Jeho starší bratři Guidobald (1616–1668) a Václav (1629–1673) se dali na církevní dráhu, nejstarší bratr Kryštof Šimon (1615–1643) byl zabit v souboji se švédským důstojníkem. Michael Osvald vyrůstal v Praze a na zámku v Děčíně, poté studoval se starším bratrem Václavem v Salcburku, po smrti nejstaršího bratra Kryštofa Šimona měl od roku 1643 v rámci rodiny důležité postavení jako univerzální dědic rozsáhlého majetku v Čechách. Po studiích absolvoval kavalírskou cestu, doložen je jeho pobyt v Římě (1652–1653), studoval také v Lovani.
Se starším bratrem Guidobaldem se zúčastnil diplomatické cesty do Řezna (1654), téhož roku byl jmenován císařským komořím. S ohledem na snahu o správu majetku převážně v severních Čechách rezignoval na kariéru u vídeňského dvora a zůstal v Čechách. Od roku 1664 byl přísedícím zemského soudu, zároveň se stal členem sboru místodržících Českého království. V roce 1687 byl jmenován tajným radou. Od roku 1693 byl seniorem celého rozvětveného rodu Thunů, proto téhož roku navštívil Trident, v jehož okolí měla rodina svá nejstarší sídla.

## Majetek

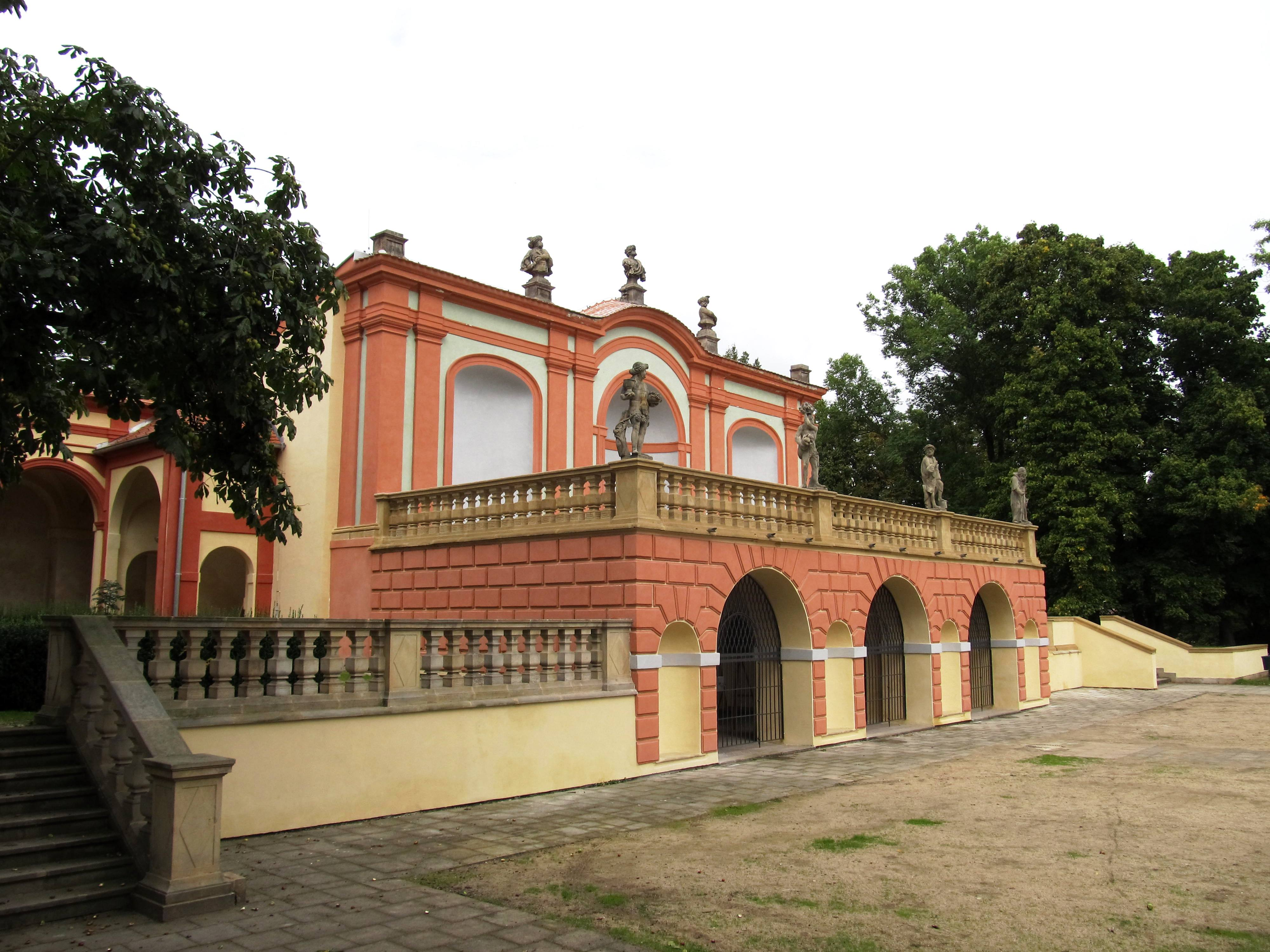
Sala terrena naproti zámku v Klášterci nad Ohří

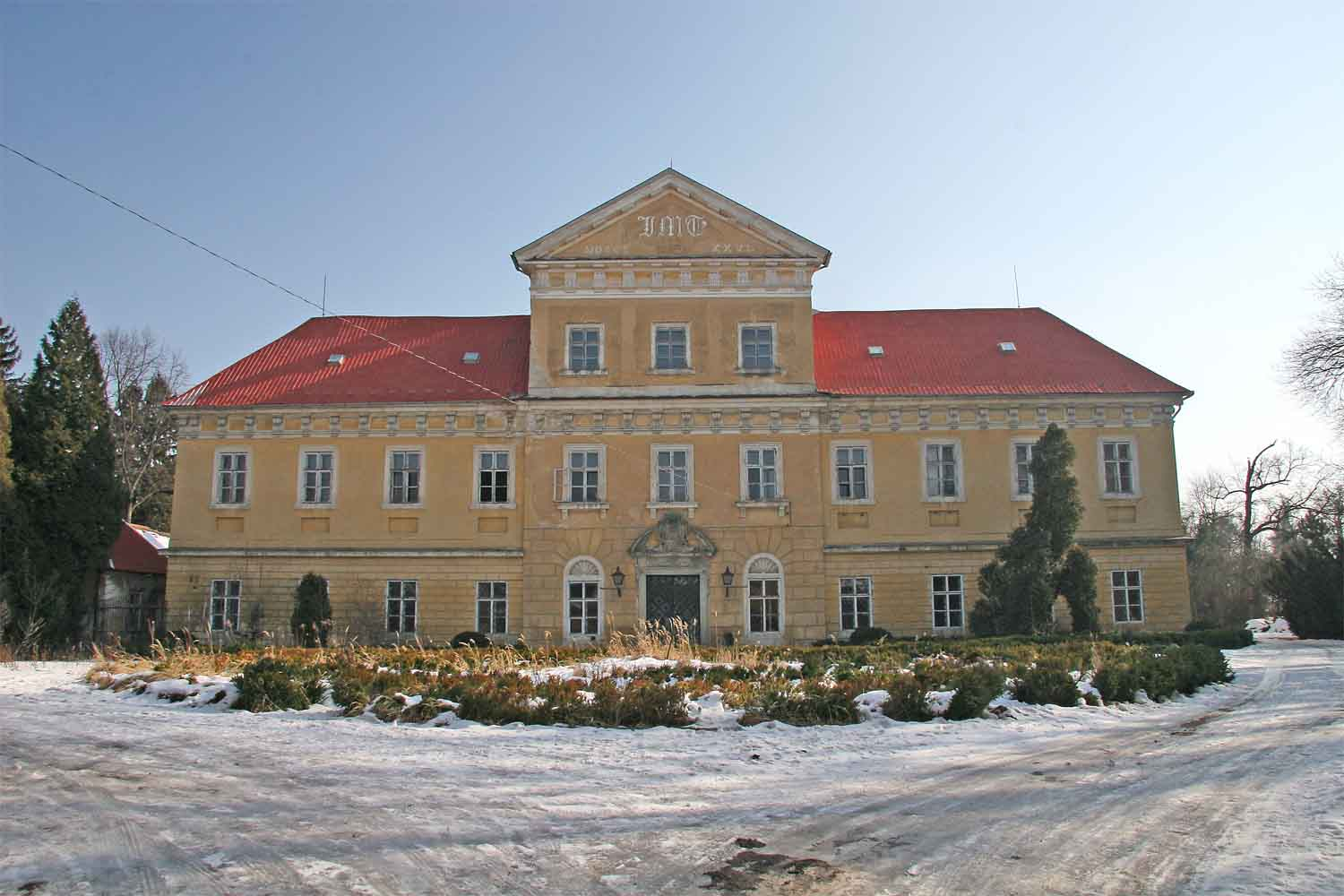
Zámek Žehušice

Z otcova majetku zdědil původně jen panství Felixburg, protože se ale jeho starší bratři jako církevní hodnostáři vzdali svých dědických podílů, v letech 1655–1656 převzal navíc Klášterec nad Ohří s padesáti vesnicemi, část Benešova nad Ploučnicí a Pětipsy. V roce 1661 koupil poblíž Čáslavi od Valdštejnů panství Žehušice s 32 vesnicemi (cena 110 000 zlatých), později ještě významně rozšířil svůj majetek v roce 1677 o Ledeč nad Sázavou, k níž patřilo třicet vesnic (cena 133 000 zlatých), téhož roku koupil ještě Svojšice na Kolínsku. Mezitím po starším bratru Guidobaldovi zdědil v roce 1668 statky v Tyrolsku a nemovitosti v Praze. V Praze pak ještě v roce 1685 koupil za 21 000 zlatých od Václava Ferdinanda Lobkovice pozemky a nemovitosti poblíž Hradčanského náměstí.
V roce 1671 s císařským svolením zřídil ze svého majetku fideikomis, který zahrnoval Klášterec nad Ohří, Felixburk, Pětipsy, Žehušice, statky v Tyrolsku a domy v Praze. Po rodech Černínů, Slavatů, Eggenbergů nebo Schwarzenbergů patřil koncem 17. století k nejbohatším velkostatkářům v Čechách. Z fideikomisu byla jako alod vyčleněna panství Ledeč nad Sázavou a Svojšice, která byla určena pro dcery. Klášterecký majorát zdědil po Michaelově smrti jeho mladší bratr Maxmilián (1638–1701), Toskánský palác zdědil další bratr Romedius Konstantin (1641–1700).

## Stavební aktivity

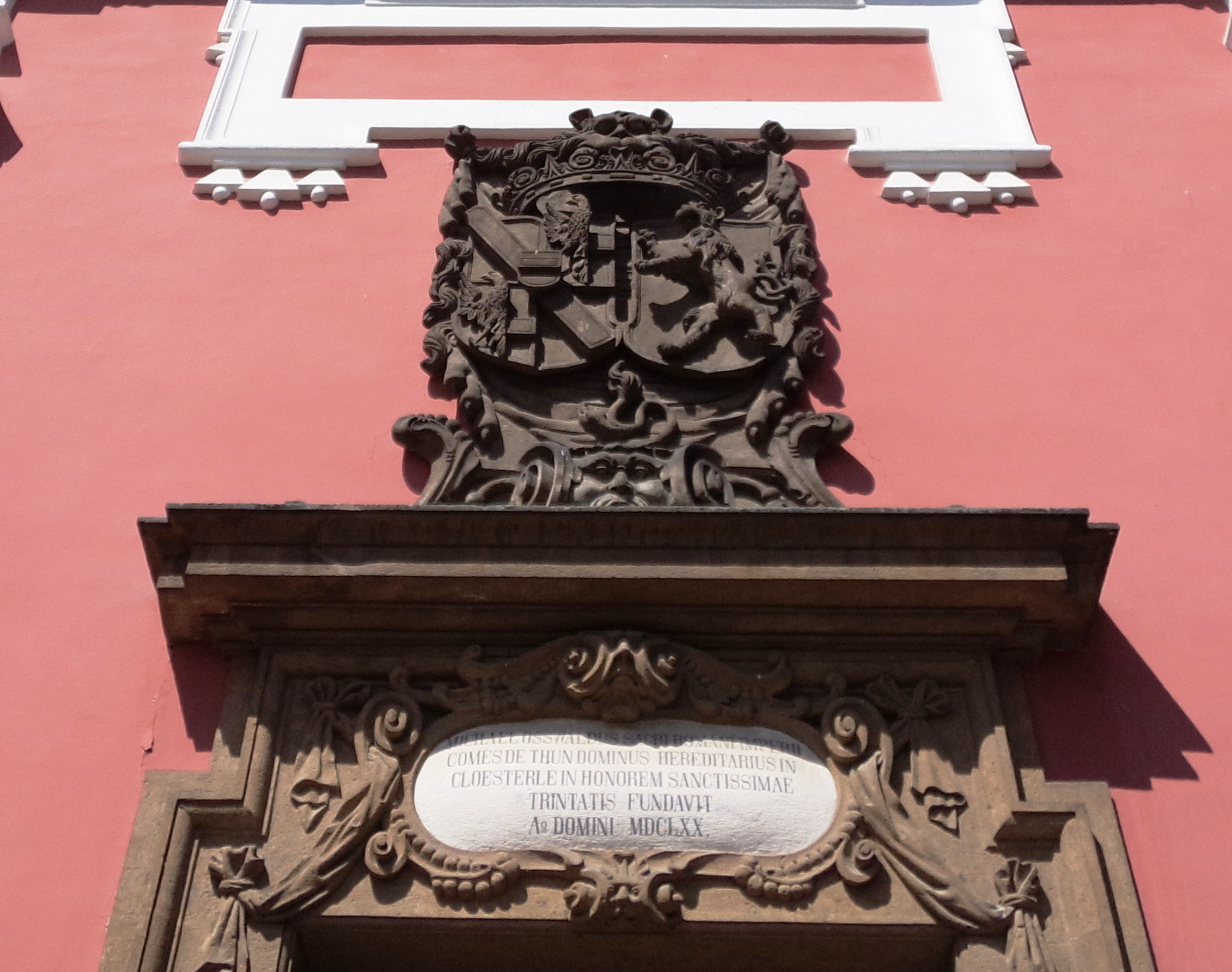
Erb Michaela Osvalda z Thun-Hohensteinu a jeho první manželky Alžběty z Lodronu na průčelí kostela Nejsvětější Trojice v Klášterci nad Ohří

Největší pozornost věnoval Michael Osvald svému sídelnímu městu Klášterci nad Ohří, které za jeho éry prošlo výraznou proměnou. Nejprve došlo na stavební úpravy zámku, které probíhaly již od konce padesátých let 17. století, v letech 1665–1670 byl na jeho náklady vystavěn kostel Nejsvětější Trojice (architekt Carlo Lurago) a v prostoru mezi zámkem a kostelem vznikla hodnotná stavba saly terreny doplněná sochařskou výzdobou od Jana Brokoffa. Protože na svých severočeských statcích neměl vhodnou lokalitu pro pořádání honů, koupil v roce 1661 Žehušice s rozsáhlým loveckým revírem. Podle projektu Francesca Carattiho zde nechal postavit lovecký zámek ve stylu italských vil dokončený v roce 1679. Jako stavebník byl později aktivní i na dalších zakoupených panstvích. V Ledči nad Sázavou nechal poblíž hradu postavit barokní letohrádek (1685–1694, architekt pravděpodobně Jean-Baptiste Mathey), ve Svojšicích dokončil stavbu zámku započatou předchozími majiteli (1678).

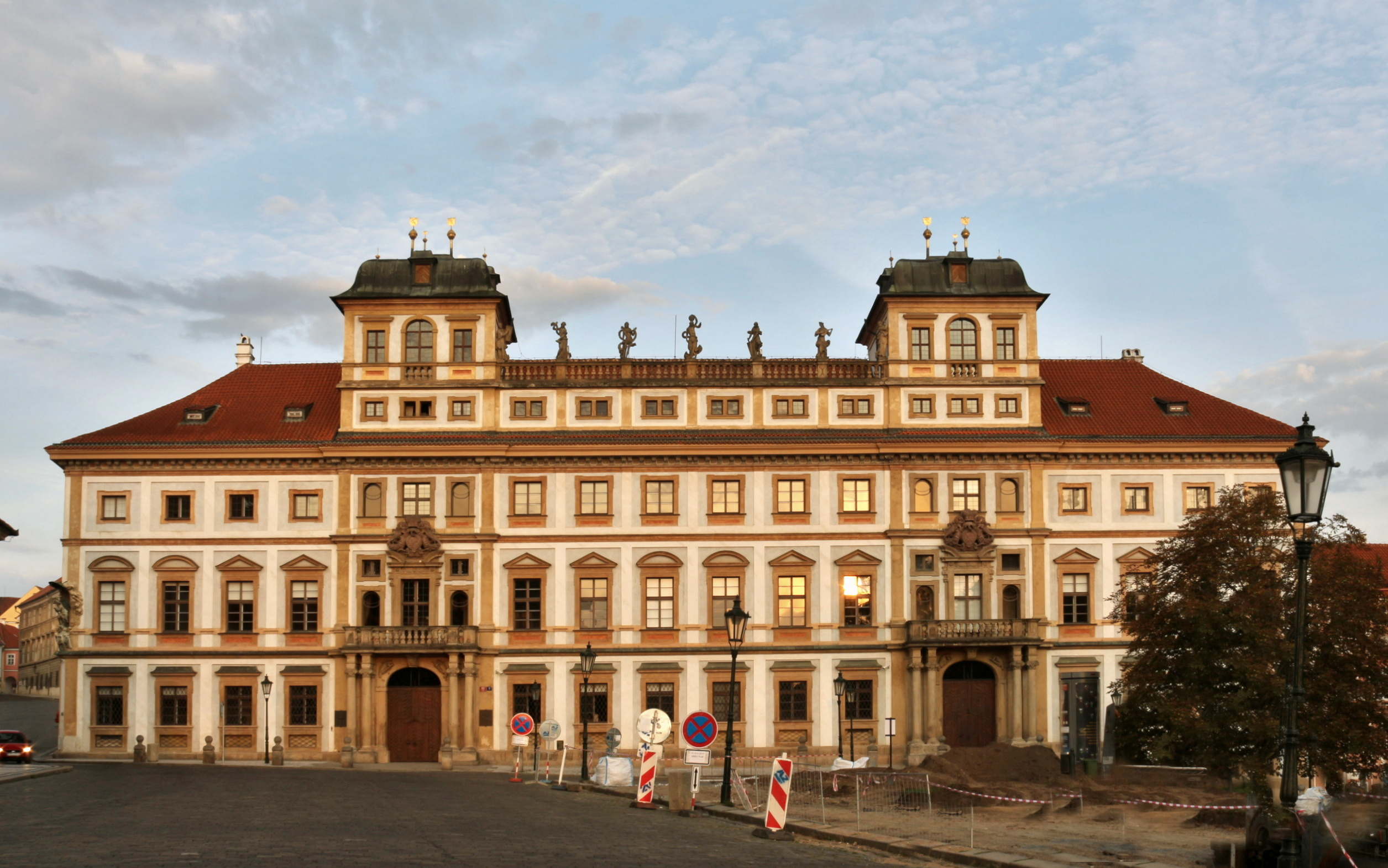
Toskánský palác na Hradčanském náměstí v Praze

V Praze je nejvýznamnější památkou na stavební činnost Michaela Osvalda Thuna Toskánský palác na Hradčanském náměstí, který svým umístěním a velikostí odrážel ambice Thunů koncem 17. století (Michael Osvald tehdy usiloval o knížecí titul). V 80. letech 17. století skoupil několik domů v západní části Hradčanského náměstí a vzápětí přistoupil ke stavbě monumentálního paláce podle projektu architekta J. B. Matheye, který do českého prostředí importoval italské vlivy. Palác byl částečně obyvatelný již kolem 1690, stavební práce ale pokračovaly v jeho severní části. Plně dokončen byl až za následující majitelky Anny Marie Toskánské, po níž nakonec nese dodnes jméno Toskánský.
I když je doloženo, že Michael Osvald Thun kupoval například také obrazy nebo knihy, nejednalo se o cílevědomé budování uměleckých sbírek. Jeho prioritou byla reprezentace rodu na poli architektury.

## Rodina

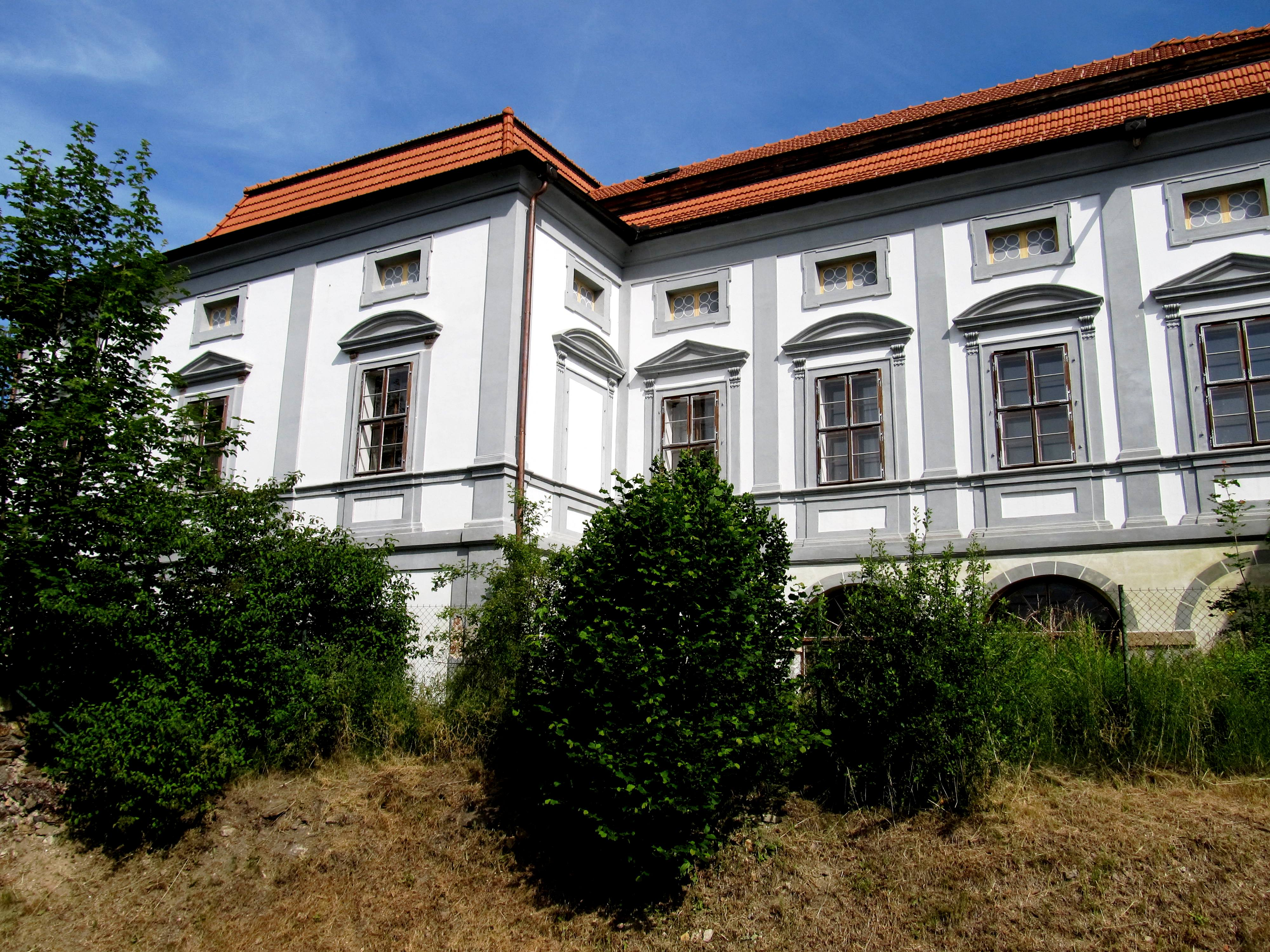
Thunovský letohrádek v Ledči nad Sázavou

V roce 1654 se v Salcburku oženil s hraběnkou Alžbětou Lodron-Laterano (1635–1688), neteří salcburského biskupa Parise z Lodronu. Jediný syn František Antonín (1667), narozený v Praze, zemřel v kojeneckém věku, dospělého věku se dožily dvě dcery. Starší Eleonora Barbora (1661–1723) se v roce 1679 provdala za knížete Antonína Floriána z Lichtenštejna. Zatímco v tomto naplánovaném sňatku se odrážely vysoké ambice Thunů, mladší dcera Marie Magdalena (1665-1708) se proti otcově vůli z vlastního rozhodnutí a s hrozbou vydědění provdala za poměrně nevýznamného hraběte Františka Josefa Serényiho. Po otcově smrti sestry společně držely Ledeč nad Sázavou, Eleonora navíc sama vlastnila Svojšice a po strýci Romediu Konstantinovi zdědila v roce 1700 také Toskánský palác.
Po ovdovění se Michael Osvald v roce 1689 podruhé oženil s hraběnkou Annou Cecílií z Thannhausenu (1674–1721), která byla mladší o 43 let. Z tohoto manželství nevzešlo žádné potomstvo, podruhé se Anna Cecílie provdala za hraběte Aloise Tomáše z Harrachu, pozdějšího neapolského místokrále.
Michael Osvald je pohřben v kryptě kostela Nejsvětější Trojice v Klášterci nad Ohří, kde jsou jeho ostatky k vidění v rámci jednoho z prohlídkových okruhů kláštereckého zámku.